# Igor Maksimović
Igor Maksimović (in serbo Игор Максимовић?; Jagodina, 31 luglio 1999) è un calciatore serbo, centrocampista del Radnički S. Mitrovica.

## Carriera
Cresciuto calcisticamente nel Voždovac, esordisce in prima squadra il 25 aprile 2018 in occasione dell'incontro di Superliga vinto 2-1 contro il Vojvodina. L'8 febbraio 2019 viene ceduto in prestito all'Inđija fino al termine della stagione, in seconda divisione, dove viene impiegato in 9 incontri. Nel settembre successivo passa a titolo definitivo al Metalac.

## Statistiche
Statistiche aggiornate al 29 novembre 2020.

### Presenze e reti nei club
| Stagione        | Squadra         | Campionato      | Campionato | Campionato | Coppe nazionali | Coppe nazionali | Coppe nazionali | Coppe continentali | Coppe continentali | Coppe continentali | Altre coppe | Altre coppe | Altre coppe | Totale | Totale | Totale |
| Stagione        | Squadra         | Comp            | Pres       | Reti       | Comp            | Pres            | Reti            | Comp               | Pres               | Reti               | Comp        | Pres        | Reti        | Pres   | Reti   |        |
| --------------- | --------------- | --------------- | ---------- | ---------- | --------------- | --------------- | --------------- | ------------------ | ------------------ | ------------------ | ----------- | ----------- | ----------- | ------ | ------ | ------ |
| 2017-2018       | Voždovac        | SL              | 2          | 0          | CS              | 0               | 0               |                    | -                  | -                  |             | -           | -           | 2      | 0      |        |
| 2018-gen. 2019  | Voždovac        | SL              | 9          | 0          | CS              | 1               | 0               |                    | -                  | -                  |             | -           | -           | 10     | 0      |        |
| gen.-giu. 2019  | Inđija          | PL              | 8+1        | 0          | CS              | 0               | 0               |                    | -                  | -                  |             | -           | -           | 9      | 0      |        |
| 2019-2020       | Metalac         | PL              | 18         | 2          | CS              | 1               | 0               |                    | -                  | -                  |             | -           | -           | 19     | 2      |        |
| 2020-2021       | Metalac         | SL              | 14         | 3          | CS              | 2               | 0               |                    | -                  | -                  |             | -           | -           | 16     | 3      |        |
| Totale carriera | Totale carriera | Totale carriera | 52         | 5          |                 | 4               | 0               |                    | -                  | -                  |             | -           | -           | 56     | 5      |        |